# DR 10 004 und 005
Die Gütertriebwagen DR 10 004 und 005 gehören zu einer in den 1930er Jahren entworfenen Triebwagenbaureihe. Sie wurden als Weiterentwicklung der 1930 entstandenen DR 10 001 bis 003 mit Verbesserungen in Bezug auf Leistung und Höchstgeschwindigkeit als letzte Triebwagen-Baureihe mit Verbrennungsmotor vor dem Zweiten Weltkrieg in Dienst gestellt.
Die Triebwagen sind die ersten Fahrzeuge der Deutschen Reichsbahn, die ab Werk mit einem Mekydro-Getriebe ausgerüstet waren. Da sich ihre Indienststellung bis 1941 hinzog, waren Einsätze vor dem Zweiten Weltkrieg nicht mehr möglich. Nach dem Krieg wurden beide Fahrzeuge von der Deutschen Bundesbahn übernommen und als GVT 20 500–501 bezeichnet. Die Fahrzeuge wurden bei der DB nur selten eingesetzt und 1956 ausgemustert und verschrottet.

## Geschichte
Beide Triebwagen wurden im RAW Friedrichshafen abgenommen, jedoch keinem Heimat-Betriebswerk mehr zugeordnet. Ursprünglich war noch die Lieferung von 20 weiteren Triebwagen vereinbart gewesen; zehn Triebwagen mit demselben Motor G 56 und zehn mit dem leistungsstärkeren G 6. Diese Lieferungen wurden bei Kriegsanfang storniert. Eingesetzt waren die gelieferten zwei Triebwagen zunächst im Sonderverkehr. So waren die Laufleistungen der Triebwagen dementsprechend gering. Der 10 004 lief bis Kriegsende 4.000 Kilometer, der andere Wagen hatte 2.000 Kilometer erreicht.
Beide Triebwagen waren für den Einbau einer zweiten Maschinenanlage vorbereitet. Das war an der unbenutzten Abgashutze über dem zunächst als Laufdrehgestell ausgebildetem Drehgestell zu erkennen. Der Triebwagen 10 004 wurde 1944 in einen Fahrleitungsprüfwagen umgebaut. Beide Triebwagen überstanden den Krieg mit reparablen Schäden.
Nach der Instandsetzung der Kriegsschäden wurden sie von der DB übernommen und als GVT 20 500–501 bezeichnet. Beide Fahrzeuge waren in Frankfurt am Main stationiert. Dabei sind von August bis Dezember 1948 die Laufleistungen bekannt, sie betrugen bei dem nun als GVT 20 500 bezeichneten 10 004 20.000 Kilometer. Dennoch hatte die DB nie einen richtigen Verwendungszweck für die Fahrzeuge. So wurden beide Einzelgänger bereits 1956 ausgemustert.

## Konstruktive Merkmale
Das Untergestell und der von ihm noch getrennte Wagenkasten waren beide eine Schweißkonstruktion und bestanden aus gewalzten Profilen, Lochblechen und Wellblechen. Der Laderaum bestimmte den Fahrzeuggrundriß, er war bei dem 10 004 über zwei, bei dem 10 005 über eine Tür je Seite zugänglich. Die Ladetüren waren als Doppelschiebetür ausgebildet, sie hatten eine vergitterte Festverglasung. Die nutzbare Ladefläche betrug 34,5 m², bei zwei eingebauten Maschinenanlagen hätte sie nur 28,5 m² betragen. Außer dem Laderaum besaßen sie die beiden Führerstände und je ein Abteil für den Zugführer und den Ladeschaffner. Diese Abteile und die Führerstandseitenwände besaßen Fallfenster, alle anderen Verglasungen waren als Festverglasungen ausgeführt. Als Sonnenschutz besaßen die Fenster am Führertisch und beim Zugführerplatz Springrollos. Das Zugpersonal hatte an den Stirnseiten des Triebwagens die Möglichkeit, über eine Übergangseinrichtung während der Fahrt in Beiwagen zu wechseln. Diese Einrichtung bestand aus einer mittleren Tür, einer Übergangsbrücke und einem Schutzgitter.
Die Drehgestelle der Wagen waren gleichartige Kastenrahmenteile in Schweißkonstruktion mit mittlerer Wiege. Sie wurden vollkommen gleich ausgeführt, um eventuell die zweite Antriebsanlage aufnehmen zu können. Der Wagenkasten wurde auf der Wiege des Drehgestells über Schraubenfedern abgestützt, die Radsätze wurden über Blattfedern auf den Radsatzlagern abgestützt. Die Radsätze liefen in Rollenlagern, die Radlagerführung war eine Gleitlagerung. An jedem Drehgestell war eine Ölpumpe für die Zentralschmierung angebaut, sie versorgte die Radsatzlager-Gleitführung, die Führung der Wiegen-Schraubenfedern, die Drehpfanne und die Gleitstücke zwischen  Wiege und Wagenkasten.
Die Antriebsanlage bestand zunächst aus dem Zwölfzylinder-Viertakt-Dieselmotor G 56 und dem viergängigen Mekydro-Getriebe M 21. Der Dieselmotor gleicht seinen Abmessungen weitgehend dem Maybach GO 56, nur war er als Motor mit Vorkammereinspritzung ausgerüstet worden und besaß andere Zylinderköpfe. Nach dem Umbau erhielten beide Wagen einen Dieselmotor G6 und ein hydraulisches Zweiwandlergetriebe. Der Motor wurde mit einer Auf-Ab-Steuerung in fünf Stufen gesteuert.
Das Getriebe besaß in seiner Ursprungsform eine Einrichtung, welche das Wendegetriebe bei stehenden Motor automatisch in Mittelstellung bewegte und ein Abschleppen des Triebwagens ohne weiterer Maßnahmen ermöglichte. Das Wendegetriebe war im Getriebegehäuse integriert. Während der Motor auf einem separaten Tragrahmen im Drehgestell gelagert war, wurde das Getriebe in drei Punkten starr im Drehgestell befestigt. Der Antrieb der Antriebsräder erfolgte über Gelenkwellen vom Getriebeausgang aus.
Gestartet wurde der Dieselmotor ursprünglich durch einen elektrischen Anlasser von Bosch, später wurde dafür eine kombinierte Lichtanlassmaschine verwendet. Beide Triebwagen konnten mit einer Hochdruck-Dampfheizung beheizt werden. Die elektrische Beleuchtung des Triebwagens bestand aus 59 Glühlampen. Bei dem Fahrzeug wurde ein neues System der Überwachung der Maschinenanlage angewandt. Das erleichterte dem Lokführer die Fehlersuche bei einer Havarie, erhöhte jedoch die Ausfallrate durch Versagen der Überwachungseinrichtung. Die Fahrzeuge konnten mit einer Vielfachsteuerung betrieben werden. Dazu waren sie an den Stirnseiten mit einer 110-V-Steuerleitung ausgerüstet. In der Mitte des Langträgers waren auf jeder Seite eine Steckdose für 110 V und 220 V vorhanden, letztere zur Speisung aus dem Ortsnetz.